# دیوید ریکاردی
دیوید ریکاردی (انگلیسی: Davide Riccardi؛ زادهٔ ۹ آوریل ۱۹۹۶) بازیکن فوتبال است.
از باشگاه‌هایی که در آن بازی کرده‌است می‌توان به باشگاه فوتبال هلاس ورونا، باشگاه فوتبال اودینزه، و باشگاه فوتبال لچه اشاره کرد.